# Casa Serra
La Casa Serra ou Can Serra est un bâtiment barcelonais construit par Josep Puig i Cadafalch. Il fut construit en 1903 au 126 Rambla de Catalunya, à l'intersection avec le 311 avenue de Corse et est actuellement occupé par le siège central de la Députation de Barcelone.

## Architecture
Des façades se détachent les éléments de l'architecture du passé qui correspondent ici au XVIe siècle espagnol, et, plus précisément d'après Cirici, au bâtiment Casa Gralla de la rue Portaferrissa aujourd'hui disparu. Ces façades « inspirées du plateresque le plus élégant » durent être celles qui attirèrent l'attention du jury au concours annuel de la mairie de Barcelone de 1908, qui n'avait pas pu lui remettre le prix l'année précédente (1907) puisque le bâtiment ne participait pas au concours.

Les sculptures sont d'Eusebi Arnau, chaque fenêtre est un hommage à une personnalité des arts (Cervantes, Richard Wagner, Marià Fortuny...).
La maison ne fut jamais habitée par son propriétaire et fut occupée par un collège monastique. Durant la guerre civile espagnole elle servit de siège au ministère de la Santé et redevint un collège, agrandi, jusqu'à sa réhabilitation complète dans les années 1980 pour accueillir la députation de Barcelone.
Avec sa façade sur l'avenue Diagonale, elle dispose d'un corps bas avec une terrasse, où, plus en avant, sont construits deux étages. Cette partie fut démolie en 1981 et remplacée par une construction fonctionnelle pour des bureaux - œuvre de Federico Correa i Alfons Milà, pour loger les dépendances de la Députation de Barcelone. Le contraste entre les deux styles fut à la base de polémiques, bien qu'actuellement elle fasse partie des édifices emblématiques de la ville.
Elle fut déclarée Bien culturel d’intérêt national le 6 mars 2001.

## Galerie

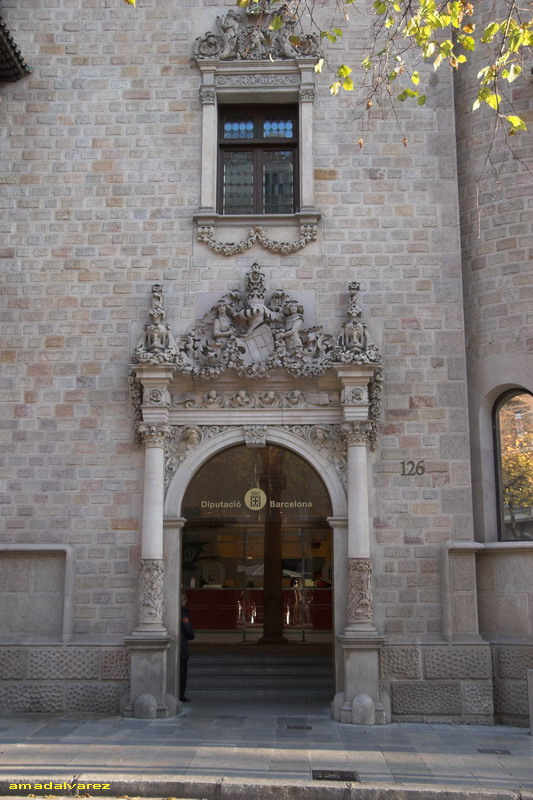
Porte principale
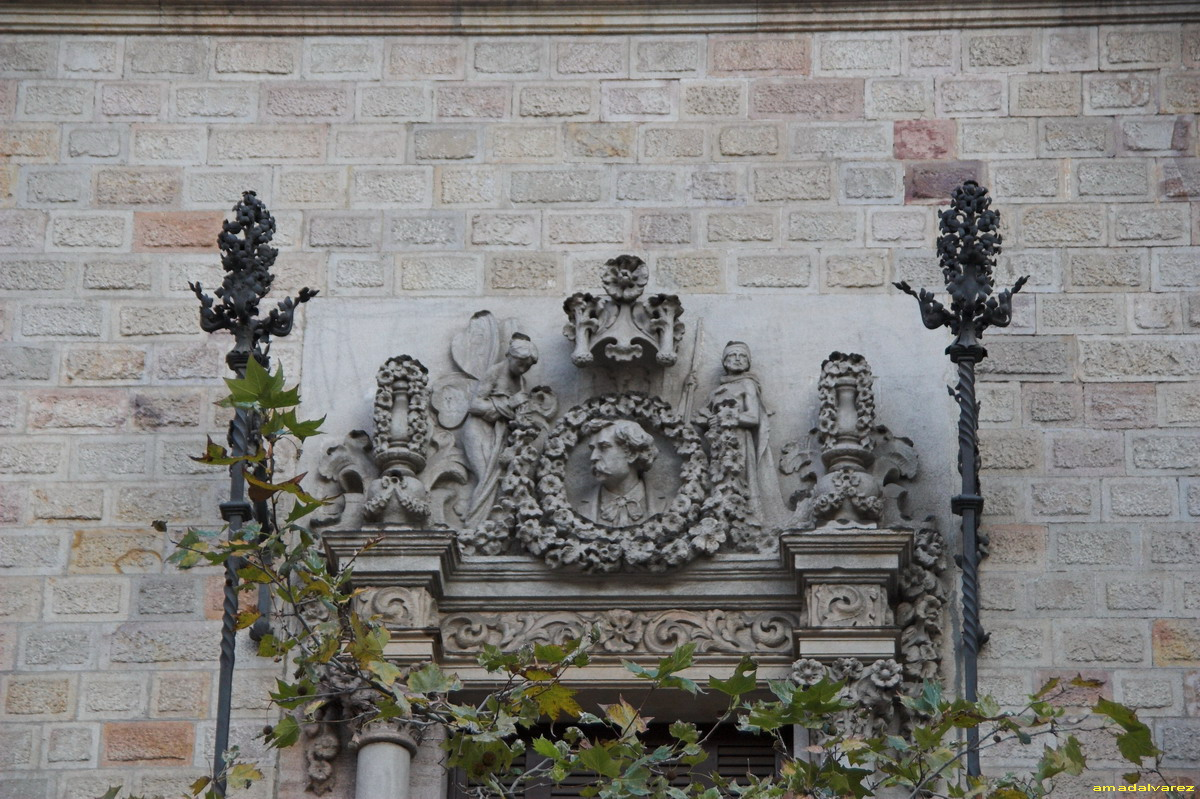
Détail des sculptures des fenêtres
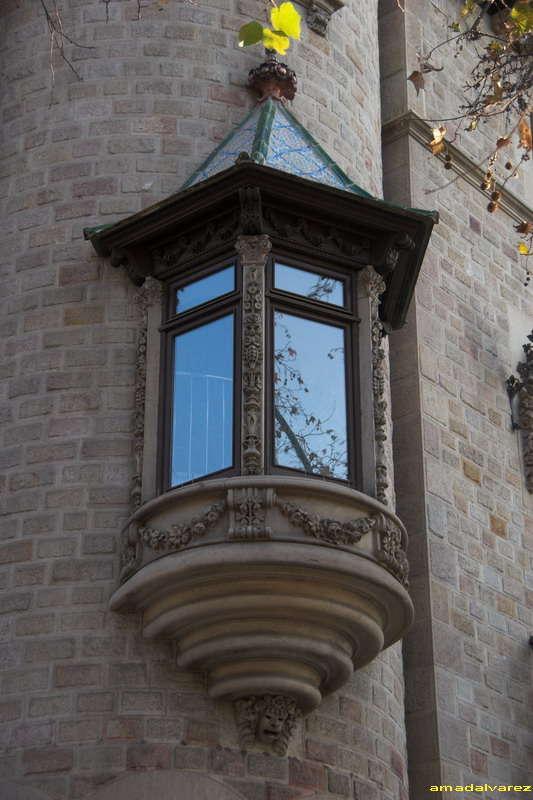
Galerie
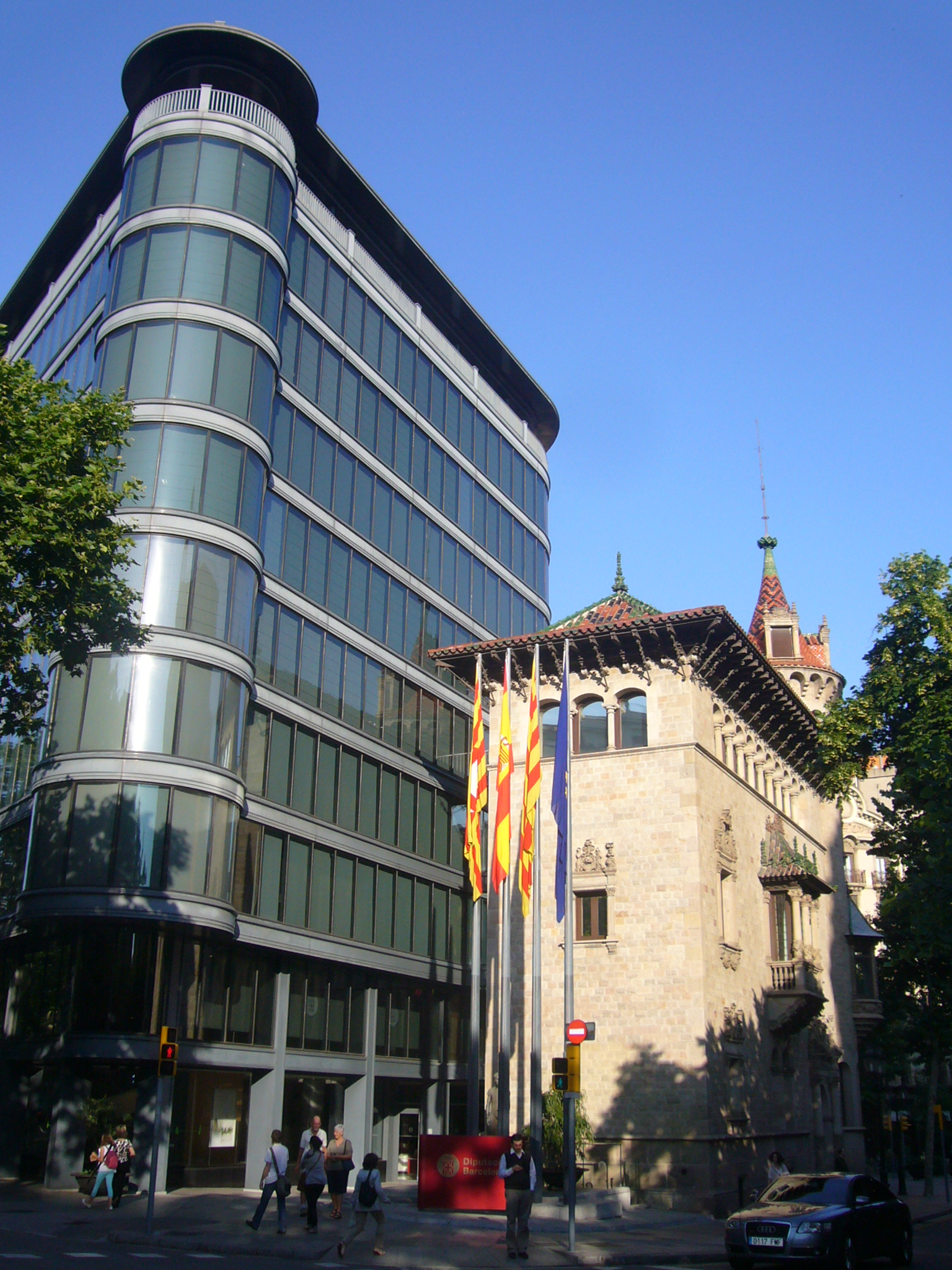
Can Serra depuis l'avenue Diagonale